# Ait Ali Ou Lahcen
Ait Ali Ou Lahcen (àrab آيت علي ولحسن) és una comuna rural de la província de Khémisset de la regió de Rabat-Salé-Kenitra. Segons el cens de 2014 tenia una població total de 10.047 persones.